# Miguel Obando Bravo
Pour les articles homonymes, voir Obando (homonymie) et Bravo.
Miguel Obando Bravo, né le 2 février 1926 à La Libertad au Nicaragua et mort le 3 juin 2018 à Managua au Nicaragua, est un cardinal nicaraguayen, salésien et archevêque de Managua de 1970 à 2005. 

## Biographie

### Prêtre
Miguel Obando Bravo a une formation pluri-disciplinaire : il a suivi des études de latin et de grec ancien avant d'obtenir un doctorat en mathématiques, en physique et en philosophie. Il a ensuite étudié la théologie et la psychologie au Guatemala, en Colombie, au Venezuela et à Rome.
Il est ordonné prêtre le 10 août 1958 pour la congrégation des salésiens de saint Jean Bosco par le cardinal Giuseppe Paupini.
Il est alors nommé professeur de mathématiques et de physique dans des écoles supérieures au Nicaragua et au Salvador, puis préfet de discipline dans un séminaire salésien.

### Évêque
Nommé évêque auxiliaire de Matagalpa en Nicaragua le 18 janvier 1968, il est consacré le 31 mars suivant. 
Le 16 février 1970, il devient archevêque de Managua, charge qu'il occupe jusqu'au 1er avril 2005. 
Il préside la Conférence épiscopale du Nicaragua de 1971 à 1997, puis de 1999 à 2005.

### Cardinal
Il est créé cardinal par le pape Jean-Paul II lors du consistoire du 25 mai 1985 avec le titre de cardinal-prêtre de S. Giovanni Evangelista a Spinaceto. Il est ainsi le premier cardinal du Nicaragua.
Il participe à l'élection de Benoît XVI lors du conclave d'avril 2005. Neuf mois plus tard, il perd sa qualité d'électeur le jour de ses 80 ans, le 2 février 2006, c'est pourquoi il ne participe pas aux votes du conclave de 2013 (élection de François).
Il meurt le 3 juin 2018 à Managua au Nicaragua à l'âge de 92 ans.

### Engagement politique
Il soutient le candidat conservateur Enrique Bolaños Geyer lors de l’élection présidentielle de 2002. Dans une lettre au Vatican, il dénonce les agissements de certains prêtres qui « jettent la confusion dans l’esprit des fidèles, alors que le danger d’un retour au pouvoir de la gauche se profile à l’horizon » et demande une intervention vaticane.